# Eleições parlamentares em São Marino em 2008
As eleições parlamentares san-marinenses de 2008 foram realizadas em 9 de novembro.

## Tabela de resultados
| Partidos                | Partidos                                | Nº Votos | % Votos | +/-   | Nº Deputados | +/-   |
| ----------------------- | --------------------------------------- | -------- | ------- | ----- | ------------ | ----- |
|                         | Partido Democrata Cristão de San Marino | 6 692    | 31,9%   | 1,0   | 22 / 60      | 1     |
|                         | Aliança Popular                         | 2 415    | 11,5%   | 0,6   | 7 / 60       | =     |
|                         | Lista da Liberdade                      | 1 317    | 6,3%    | 1,6   | 4 / 60       | =     |
|                         | União São-Marinhese dos Moderados       | 874      | 4,2%    | 0,5   | 2 / 60       | =     |
|                         | Votos na coligação                      | 73       | 0,4%    | -     | 0 / 60       | -     |
| Pacto pelo San Marino   | Pacto pelo San Marino                   | 11 371   | 54,3%   | -     | 35 / 60      | -     |
|                         | Partidos dos Socialistas e Democratas   | 6 702    | 32,0%   | 0,8   | 18 / 60      | 2     |
|                         | Esquerda Unida                          | 1 797    | 8,6%    | 0,1   | 5 / 60       | =     |
|                         | Movimento dos Democratas de Centro      | 1 037    | 4,9%    | Novo  | 2 / 60       | Novo  |
|                         | Votos na coligação                      | 65       | 0,3%    | -     | 0 / 60       | -     |
| Reformas e Liberdade    | Reformas e Liberdade                    | 9 601    | 45,8%   | -     | 25 / 60      | -     |
| Votos inválidos         | Votos inválidos                         | 834      | 3,8%    | 0,4   |              |       |
| Total                   | Total                                   | 21 806   | 100%    |       | 60           |       |
| Eleitorado/Participação | Eleitorado/Participação                 | 31 845   | 68,5%   | 3,3   |              |       |
| Fonte                   | Fonte                                   | [ 1 ]    | [ 1 ]   | [ 1 ] | [ 1 ]        | [ 1 ] |